# Haworthia teres
Haworthia teres är en grästrädsväxtart som beskrevs av M. Hayashi. Haworthia teres ingår i släktet Haworthia och familjen grästrädsväxter. Inga underarter finns listade i Catalogue of Life.